# L-694247
L-694247 je donekle selektivni 5-HT1D agonist, sa 10-puta većim afinitetom za 5-HT1B receptor, i 25-puta većim afinitetom za 5-HT1A receptor. Kada je L-694247 ubrizgan intraventrikularno dehidriranim pacovima, inhibirao je unos vode. Prethodni tretman sa 5-HT1D antagonistom je ukinuo ovaj efekat. Davanje L-694,247 normalno hidriranim pacovima nije imalo uticaja na unos vode.